# Aromes de Montserrat
Les Aromes de Montserrat és un licor d'herbes destil·lat de 31° de graduació alcohòlica, elaborat a partir d'aigua, sucre, alcohol i dotze herbes entre elles la farigola, el ginebró, l'espígol, la canyella, el clavell d'espècia i els coriandres.

## Història
Segons la tradició va ser creat pels monjos benedictins del Monestir de Montserrat, a partir d'herbes de la muntanya de Montserrat, amb la intenció que fos un remei estomacal. El cert és que el seu origen és incert, però se sap que es fa servir la mateixa tècnica per la seva elaboració des de fa dos-cents o tres-cents anys.
En un principi la producció es destinava al consum propi i al dels pelegrins que visitaven el monestir, però donada la creixent popularitat que va assolir per les seves propietats estomacals es va començar a comercialitzar.
Des de l'any 2011 les Aromes de Montserrat es produeixen, juntament amb la resta de begudes tradicionals elaborades des d'antic al monestir (ratafia, herbes, licor d'avellana i crema catalana) a la fàbrica de l'Anís del Mono de Badalona, propietat del Grupo Osborne.